# Willie Fernie
Ne doit pas être confondu avec Fernie.
William Fernie, couramment appelé Willie Fernie, est un footballeur international puis entraîneur écossais, né le 22 novembre 1928, à Kinglassie, Fife et mort le 1er juillet 2011 . Évoluant au poste d'attaquant, il est particulièrement connu pour ses saisons au Celtic comme joueur et à Kilmarnock comme entraîneur.
Il compte 12 sélections pour 1 but inscrit en équipe d'Écosse.

## Biographie

### Carrière en club
Natif de Kinglassie, Fife, il est formé dans le club local de Kinglassie Hearts avant de signer pour le Celtic en 1948. Il doit toutefois attendre jusqu'en mars 1950 pour jouer son premier match avec l'équipe première et la saison 1952-53 pour en devenir un joueur cadre, marquant notamment les deux buts de la victoire 2-0 de la finale de la Coupe du Couronnement contre Hibernian, en mai 1953.
Ses années au Celtic lui permettent de se construire un joli palmarès. Il réalise ainsi le doublé championnat-Coupe en 1953-54, et gagne deux Coupes de la Ligue. Pendant ses années au Celtic, il met en avant ses qualités de dribbleur ainsi que sa polyvalence, pouvant jouer ailier droit ou gauche ou encore en pointe. 
Il s'engage pour le club anglais de Middlesbrough en décembre 1958, dans un transfert d'un montant de 18.000 £ mais retourne au Celtic en octobre 1960 pour 12 000 £. Il s'engage ensuite pour Saint Mirren en novembre 1962 pour 3 000 £, participant à une finale de Coupe d'Écosse en 1962, perdue 2-0 contre les Rangers. 
Il termine sa carrière de joueur en faisant de courtes piges pour Partick Thistle, Alloa Athletic, Fraserburgh F.C. (en) et les deux clubs nord-irlandais de Coleraine et de Bangor.
En 1967, il commence sa carrière d'entraîneur en prenant en main l'équipe réserve du Celtic, en étant nommé à ce poste par Jock Stein. Il est à cette occasion le formateur de jeunes joueurs qui connaîtront par la suite une belle carrière comme Kenny Dalglish, Danny McGrain et David Hay.
Il devient ensuite l'entraîneur de Kilmarnock en octobre 1973, alors en deuxième division avec qui il enchaîne deux fois de suite promotion en première division et relégation l'année suivante, pour finalement se faire renvoyer à la suite d'un mauvais début de saison en 1977.
Déçu par le milieu du football, il se reconvertit alors comme conducteur de taxi. Il décède en le 1er juillet 2011, souffrant de la maladie d'Alzheimer.

### Carrière internationale
Willie Fernie reçoit 12 sélections en faveur de l'équipe d'Écosse. Il joue son premier match le 25 mai 1954, pour une victoire 2-1, au stade olympique d'Helsinki, contre la Finlande en match amical. Il reçoit sa dernière sélection le 11 juin 1958, pour une défaite 2-3, à l'Idrottsparken de Norrköping, contre le Paraguay lors de la Coupe du monde 1958. Il inscrit un but lors de ses 12 sélections.
Il participe avec l'Écosse à la Coupe du monde 1954, aux éliminatoires puis à la Coupe du monde 1958. Il joue également les British Home Championship de 1954, 1955, 1957 et 1958. 
Lors du mondial 1954, il joue deux matchs : le premier face à l'Autriche, le second contre l'Uruguay. Lors du mondial 1958, il dispute un match contre le Paraguay.

#### Buts internationaux
| no | Date            | Lieu                 | Adversaire     | Score final | Compétition               |
| -- | --------------- | -------------------- | -------------- | ----------- | ------------------------- |
| 1  | 20 octobre 1956 | Ninian Park, Cardiff | Pays de Galles | 2-2         | British Home Championship |

## Palmarès
- Celtic :
  - Champion d'Écosse en 1953-54
  - Vainqueur de la Coupe d'Écosse en 1951 et 1954
  - Vainqueur de la Coupe de la Ligue écossaise en 1957 et 1958
  - Vainqueur de la Glasgow Cup en 1949 et 1956
  - Vainqueur de la Coupe du Couronnement en 1953
  - Vainqueur de la Glasgow Merchants Charity Cup en 1950, 1953 et 1961
  - Vainqueur de la Saint Mungo Cup en 1951

- Saint Mirren :
  - Vainqueur de la Renfrewshire Cup (en) en 1961 et 1963
  - Finaliste de la Coupe d'Écosse en 1962